# Hermann-Josef Blanke
Pour les articles homonymes, voir Blanke.
Hermann-Josef Blanke, né le 26 août 1957 à Bad Hamm et mort le 9 janvier 2023, est un juriste allemand.

## Biographie
De 1976 à 1983, Blanke étudie aux universités de Bonn, Madrid et Florence et obtient ses diplômes en droit et en études romanes. Après avoir passé les examens d'État en 1981 et 1986, il obtient un doctorat en droit de l'université d'Osnabrück avec une thèse sur le fédéralisme et l'intégration de la violence.
En 1990 et 1991, il devient conseiller du gouvernement pour les affaires européennes à la représentation de la Basse-Saxe auprès des institutions puis devient, en 1997, professeur adjoint au département Klaus Stern à l'université de Cologne. En 1997, il réalise une thèse d'habilitation universitaire avec pour sujet la légitimité du droit administratif allemand et européen.
De 1997 à 2000, il a occupé des postes d'enseignement dans diverses facultés de droit à Trèves, Düsseldorf, Cologne et Bonn.
Depuis 2000, Blanke est professeur titulaire à la faculté de sciences politiques de l'université d'Erfurt. Il occupe la chaire de droit public, de droit international et d'intégration européenne. Dans le même temps, il a été professeur visiteur en Argentine, au Brésil et en Italie.

## Activités scientifiques
Les recherches de Blanke se focalisent sur le droit constitutionnel et administratif et sur le droit international européen. Depuis 2002, Blanke détient la direction de la publication Teoria del diritto e dello Stato. Depuis 2005, il est également co-éditeur de la publication Neue Staatswissenschaften et, depuis 2011, membre du comité de rédaction du International Journal of Public Law and Policy.

## Publications
- (en) Hermann-Josef Blanke et Stelio Mangiameli, The Treaty on European Union (TEU) : A Commentary, Springer, novembre 2013, 1821 p. (ISBN 9783642317057)